# Arlscharte
Arlscharte är ett bergspass i Österrike.   Det ligger i distriktet Spittal an der Drau och förbundslandet Kärnten, i den centrala delen av landet, 260 kilometer sydväst om huvudstaden Wien. Arlscharte ligger 1 846 meter över havet.
Terrängen runt Arlscharte är huvudsakligen bergig, men den allra närmaste omgivningen är kuperad. Runt Arlscharte är det ganska glesbefolkat, med 29 invånare per kvadratkilometer.. Närmaste större samhälle är Bad Gastein, 15,4 kilometer väster om Arlscharte. 
Trakten runt Arlscharte består i huvudsak av gräsmarker.